# Haueneberstein

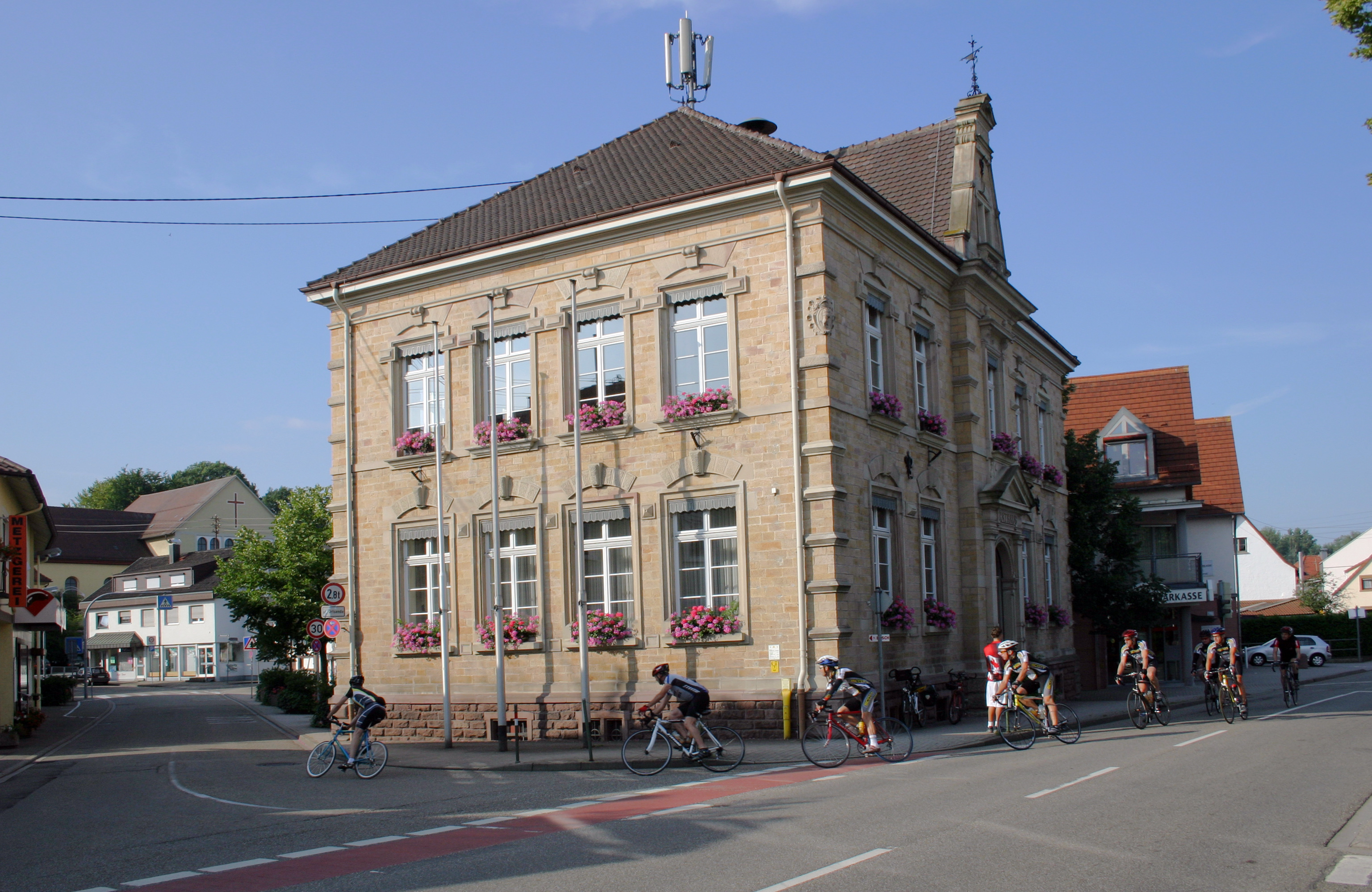
Gemeentehuis

Haueneberstein is een plaats in de Duitse gemeente Baden-Baden, deelstaat Baden-Württemberg, en telt 4247 inwoners.
Tot 1 januari 1974 was Haueneberstein een zelfstandige gemeente.
Balg · Ebersteinburg · Gaisbach · Geroldsau · Haueneberstein · Lichtental · Neuweier · Oos · Sandweier · Steinbach · Varnhalt